# CASSA LATTE
「CASSA LATTE」はMISIAの配信限定シングル。アリオラジャパンから2019年12月27日にリリースされた。

## 曲の詳細
1. CASSA LATTE [3:26]
作詞 : MISIA/キヨシ 作曲 : 松井寛